# Marcel Juhasz
Marcel Juhasz (* 14. Januar 1983 in Surrey, British Columbia) ist ein ehemaliger deutsch-kanadischer Eishockeyspieler, der 20 Spiele für die Hannover Scorpions und Iserlohn Roosters in der Deutschen Eishockey Liga (DEL) bestritt, den Großteil seiner Karriere aber in unteren Ligen verbrachte. Seit 2015 ist er Nachwuchstrainer beim HC Landsberg aus der Bayernliga.

## Karriere
Marcel Juhasz begann seine Karriere 1999 in der Kootenay International Junior Hockey League für die North Okanagan Kings. In der nächsten Saison war er in Ungarn für Dunaújvárosi Acélbikák und in Deutschland für den ERV Schweinfurt aktiv. 2001 wechselte der Deutsch-Kanadier in die British Columbia Hockey League zu den Cowichan Valley Capitals. Seine weitere Stationen waren die Penticton Panthers und die Victoria Salsa.
Zum Ende der Saison 2002/03 wechselte er wieder nach Schweinfurt. Von der Saison 2003/04 an spielte Juhasz drei Jahre mit einer Förderlizenz auch für die Hannover Scorpions in der Deutschen Eishockey Liga. Von 2004 bis 2005 war er für den REV Bremerhaven aktiv. Die nächste Spielzeit begann der Rechtsschütze bei den Moskitos Essen und ging zum Ende der Saison zu den Straubing Tigers, mit denen er Meister der zweiten Liga wurde. Anschließend ging er für eine Saison für den ESV Kaufbeuren aufs Eis. Im nächsten Jahr spielte Juhasz dann für den EV Landsberg in der zweiten Liga und konnte mit einer Förderlizenz auch zwei Partien für die Iserlohn Roosters in der DEL absolvieren. Hier verbuchte er seinen ersten Punkt in Deutschlands bester Liga, als er gegen die Hamburg Freezers ein Tor von Henry Martens vorbereiten konnte.
Von 2008 bis 2012 spielte Juhasz wieder für den ERV Schweinfurt in der Regionalliga und wurde in der Saison 2011/12 Meister mit der Mannschaft. Am 4. Juni 2012 gab er seinen Wechsel zum EHC Bayreuth bekannt, mit dem er 2013 in die Oberliga aufstieg.
Zur Saison 2015/16 wechselte er als Spieler zum HC Landsberg und übernahm dort parallel die Position des hauptamtlichen Nachwuchstrainers. Im Mai 2019 beendete er seine aktive Spielerkarriere, blieb Landsberg als Trainer aber erhalten.

## Erfolge und Auszeichnungen
- 2006 Meister der 2. Bundesliga mit den Straubing Tigers
- 2012 Meister der Regionalliga Bayern mit dem ERV Schweinfurt
- 2013 Meister der Bayernliga mit dem EHC Bayreuth

## Karrierestatistik
(Legende zur Spielerstatistik: Sp oder GP = absolvierte Spiele; T oder G = erzielte Tore; V oder A = erzielte Assists; Pkt oder Pts = erzielte Scorerpunkte; SM oder PIM = erhaltene Strafminuten; +/− = Plus/Minus-Bilanz; PP = erzielte Überzahltore; SH = erzielte Unterzahltore; GW = erzielte Siegtore; 1 Play-downs/Relegation; Kursiv: Statistik nicht vollständig)